# Karl Köbrich
Karl Köbrich (* 5. Januar 1843 in Kleinalmerode; † 1. Mai 1898 in Bozen) war ein deutscher Bergbauingenieur und Bohrtechniker.

## Leben
Karl Köbrich wurde als Sohn des Pfarrers Friedrich Georg Köbrich (1798–1881) und dessen Ehefrau Johann Jakobine Kraußhaar (1807–1855) geboren. Nach dem Besuch der höheren Gewerbeschule Kassel und dem Polytechnikum Karlsruhe und praktischen Tätigkeiten in Berg- und Hüttenwerken legte er 1865 seine erste Staatsprüfung ab und versah bei der Bergmeisterei Darmstadt als Referendar den Dienst des Bergassessors, der Vertreter des Direktors Theodor Tecklenburg war.
1866 erhielt Köbrich eine Anstellung bei der Saline Luisenhall bei Göttingen, wo er beim Bohrbetrieb ein Seilbohrgerät von der Art verwandte, wie es in Pennsylvanien für Ölbohrungen entwickelt worden war.
In den Jahren von 1869 bis 1874 leitete er die Bohrarbeiten der
Salzgewinnung am Staßfurter Sattel, bei denen das Diamant-Bohrverfahren eingesetzt wurde, und trat im selben Jahr in den preußischen Staatsdienst und übernahm die Leitung des Salzbergwerks Schönebeck, mit dessen Bau 1873 begonnen wurde. 1945 wurde die Anlage verstaatlicht und der Betrieb 1967 endgültig eingestellt.
Dabei wurde eine Zentralbohrwerkstätte eingerichtet, die für den Bohrbetrieb in ganz Preußen zuständig war. Die Arbeit dieser Werkstätte war derart erfolgreich, dass bis 1889 12 der 13 tiefsten Bohrlöcher in Deutschland von ihr abgeteuft wurden. Dabei gewann Köbrich viele zeitvergleichende Wettkämpfe mit deutschen und ausländischen Bohrgesellschaften.
1884 wurde in Schladebach bei Merseburg unter seiner Führung (das Profil nahm der Geologe Karl von Fritsch auf) eine Tiefenbohrung zur Steinkohlensuche und zur Informationsgewinnung über Solequellen durchgeführt und dabei mit 1 748 m die tiefste Bohrung der Welt erreicht. Damit wurde die bisher weltweit tiefste Bohrung bei Klein Nordende um 410 m übertroffen.
1893 wurde der Tiefenrekord mit 2003 m in Paruschowitz in Oberschlesien aufgestellt. Auch diese beiden Tiefbohrungen wurden von Köbrich begleitet.

### Familie
Am 1. Mai 1873 schloss er in Staßfurt die Ehe mit Clara Auguste Emma Lage (1852–1896). Aus der Ehe sind zwei Töchter und drei Söhne, darunter Carl August Georg (1874–1944, Oberbergrat in Darmstadt, der bei einem Bombenangriff auf Darmstadt 1944 verschüttet wurde) hervorgegangen.

### Schriften (Auswahl)
- Ueber das auf der Saline Luisenhall bei  Göttingen angewendete maschinelle Seilbohren, in: Berg- u. Hüttenmänn. Ztg. 29, 1870, S. 33–35, 39–44, 52–54;
- Das Bohrverfahren mit Wasserspülung im schwimmenden und festen Gebirge und seine Anwendung zu Purmallen bei. Memel in: Zs. f. Berg-, Hütten- u. Salinenwesen 35, 1877, S. 285–98;
- Das englisch-kanadische Bohrverfahren ebd. 32, 1884, S. 319–24;
- Bohrtechnische Mitteilungen  und Bemerkungen über. die  Tiefbohrung zu Schladebach in der Provinz Sachsen, ebd. 36, 1888, S. 296–314.

## Auszeichnungen
- Oberbergrat